# Moustier (Lot-et-Garonne)
Moustier is een gemeente in het Franse departement Lot-et-Garonne (regio Nouvelle-Aquitaine) en telt 311 inwoners (2004). De plaats maakt deel uit van het arrondissement Marmande.

## Geografie
De oppervlakte van Moustier bedraagt 8,4 km², de bevolkingsdichtheid is 37,0 inwoners per km².
De onderstaande kaart toont de ligging van Moustier (Lot-et-Garonne) met de belangrijkste infrastructuur en aangrenzende gemeenten.

## Demografie
Onderstaande figuur toont het verloop van het inwonertal (bron: INSEE-tellingen).